# Borojevići (Donji Kukuruzari)
Borojevići falu Horvátországban, a Sziszek-Monoszló megyében. Közigazgatásilag Donji Kukuruzari községhez tartozik.

## Fekvése
Sziszek városától légvonalban 21, közúton 34 km-re délre, községközpontjától 7 km-re északnyugatra, a Zágrábot Hrvatska Kostajnicával összekötő 30-as számú főúttól délre, a Samarica-hegység (Šamarica gora) északi részén, a Sunja-folyó jobb partján fekszik ott, ahol a Lovča a Sunjába torkollik.

## Története
E vidék történelmi és gazdasági jelentősége már ősidők óta az itt áthaladó fontos kereskedelmi utakban rejlett. Ezt az elsők között a rómaiak ismerték fel, akik két fontos utat is építettek ezen a területen. Jelenlétüket jelzi a Borojevići területén, a Bjelovac nevű helyen a Lovča-patak hídjánál talált értékes római pénzlelet, melyet ma a zágrábi régészeti múzeumban őriznek.
A térség 1578 óta török megszállás alatt volt. Az 1683 és 1699 között zajlott felszabadító harcokat a karlócai béke zárta le, melynek eredményeként a török határ az Una folyóhoz került vissza. Az első pravoszláv népesség 1690 körül érkezett Komogovinára. Ők Boszniából a bosanska dubicai moštanicai monostor szerzeteseivel és Ljubojević Atanáz metropolita vezetésével érkeztek és megalapították a közeli komogovinai pravoszláv kolostort. 1696-ban a szábor a bánt tette meg a Kulpa és az Una közötti határvédő erők parancsnokává, melyet hosszas huzavona után 1704-ben a bécsi udvar is elfogadott. Ezzel létrejött a Báni végvidék, horvátul Banovina, vagy Banja. Az osztrák generálisok azonban védelmi célból a Zrínyi-hegység vidékére a török határövezetből érkezett pravoszláv katonákat, köznevükön martalócokat telepítettek be azokat, akik korábban török szolgálatban éppen a horvát falvak és városok fosztogatását végezték. Ekkor már nemcsak a határövezetből, hanem Hercegovina, Nyugat-Szerbia, Montenegró, Koszovó és Metohija, valamint Bosznia más vidékeiről is számos szerb család érkezett. Ezzel e vidék etnikai összetétele véglegesen megváltozott. A falvak legnagyobb része a 18. század elején és közepén alakult ki. Fejlődésük a 18. század második felében Károlyvárosból Glinán és Petrinyán át Kostajnicára menő főút megépítésének és a forgalom újbóli megindulásának köszönhető.
Borojevići nevét az egyik első betelepülő szerb családról a Borojevićről kapta, melynek leszármazott tagjai ma is élnek a településen. A falu 1773-ban az első katonai felmérés térképén „Dorf Boroevich” néven szerepel. Lipszky János 1808-ban Budán kiadott repertóriumában „Borojevich” a neve.  Nagy Lajos 1829-ben kiadott művében ugyancsak „Borojevich” néven 24 házzal és 234 (mind  görögkeleti vallású) lakossal szerepel. A Petrinya központú második báni ezredhez tartozott. 1857-ben 347, 1910-ben 545 lakosa volt. A katonai közigazgatás megszüntetése után Zágráb vármegye részeként a Petrinyai járáshoz tartozott. 1918-ban az új szerb-horvát-szlovén állam, majd később Jugoszlávia része lett.
Különösen nehéz időszakot élt át a térség lakossága a II. világháború alatt. 1941-ben a németbarát Független Horvát Állam része lett, de már az év június 22-én megalakult a környékbeli szerbekből az első partizánosztag, mely egészen az 1945-ös végső győzelemig harcolt az usztasák, a csetnikek és a horvát katonai alakulatok, valamint a német megszállók ellen. Az usztasa egységek megtorlásul az otthon maradottak közül sokakat megöltek, másokat koncentrációs táborokba hurcoltak. A délszláv háború előtt lakosságának 98%-a szerb nemzetiségű volt. 1991. június 25-én a független Horvátország része lett. A délszláv háború idején szerb lakossága a szerb erőkhöz csatlakozott. A Krajinai Szerb Köztársasághoz tartozott. A falut 1995. augusztus 7-én a Vihar hadművelettel foglalta vissza a horvát hadsereg. A szerb lakosság többsége elmenekült, majd a boszniai Szávamentéről, Közép-Boszniából és Banja Luka környékéről horvát lakosság érkezett. A településnek 2011-ben 119 lakosa volt.

## Népesség
| Lakosság változása | Lakosság változása | Lakosság változása | Lakosság változása | Lakosság változása | Lakosság változása | Lakosság változása | Lakosság változása | Lakosság változása | Lakosság változása | Lakosság változása | Lakosság változása | Lakosság változása | Lakosság változása | Lakosság változása | Lakosság változása |
| ------------------ | ------------------ | ------------------ | ------------------ | ------------------ | ------------------ | ------------------ | ------------------ | ------------------ | ------------------ | ------------------ | ------------------ | ------------------ | ------------------ | ------------------ | ------------------ |
| 1857               | 1869               | 1880               | 1890               | 1900               | 1910               | 1921               | 1931               | 1948               | 1953               | 1961               | 1971               | 1981               | 1991               | 2001               | 2011               |
| 347                | 364                | 368                | 484                | 518                | 545                | 518                | 515                | 414                | 438                | 386                | 344                | 313                | 294                | 174                | 119                |